# کائی
کائی (به ژاپنی: 嘉永 Kaei) نام عصر ژاپنی بعد از کوکا و قبل از آنسی بود. این دوره از فوریه ۱۸۴۸ تا نوامبر ۱۸۵۴ ادامه داشت. در این دوره امپراتور کومی امپراتور ژاپن بود.